# Lichtjahre
Lichtjahre è una raccolta di performance dal vivo della gothic metal band svizzera (di origine tedesco/finlandese) Lacrimosa, pubblicata nel 2007 anche in versione DVD.

## Tracce
Disco 1
Testi e musiche di Tilo Wolff, tranne dove indicato.
1. Lacrimosa Theme – 2:01
2. Kelche Der Liebe – 6:07
3. Schakal – 6:19
4. Ich Bin Der Brennende Komet – 7:08
5. Malina – 5:00
6. Alles Lüge – 5:39
7. Not Every Pain Hurts – 5:12 (Anne Nurmi, Tilo Wolff)
8. Letzte Ausfahrt: Leben – 5:41
9. Halt Mich – 4:00
10. Alleine Zu Zweit – 4:12
11. Durch Nacht Und Flut – 4:15

Disco 2
Testi e musiche di Tilo Wolff, tranne dove indicato.
1. The Turning Point – 5:32 (Anne Nurmi, Tilo Wolff)
2. Road To Pain – 4:27
3. Vermächtnis/Kabinett – 6:38
4. Tränen Der Sehnsucht – 8:08
5. Seele In Not – 6:58
6. The Party Is Over – 5:59
7. Ich Verlasse Heut' Dein Herz – 6:32
8. Stolzes Herz – 6:57
9. Der Morgen Danach – 4:28
10. Copycat – 4:40
11. Lichtgestalt – 5:27

## Formazione
- Tilo Wolff - voce, chitarre
- Anne Nurmi - tastiere, voce